# Philipp Otto Runge
Phillip Otto Runge (Wolgast, 1777. július 23. – Hamburg, 1810. december 2.) német romantikus festő.

## Életrajza és munkássága
A svéd fennhatóságú Nyugat-Pomerániában született, egy tízgyermekes hajózási vállalkozó fiaként. 1799-től a Koppenhágai Művészeti Akadémián tanul, 1801 és 1804 között tanulmányait a Drezdai Művészeti Akadémián folytatja. 1804-ben megházasodik, négy gyereke születik. Még 1801-ben kerül közel a német romantikus festészet másik nagy alapítójához Caspar David Friedrich-hez és Ludwig Tieck Íróhoz, aki közvetíti felé Jakob Böhme és Novalis téziseit is. Tieck Franz Sternbald vándorlásai című kultúrregényét, amely egy Dürernél tanuló festő utazásairól szól új, misztikus tájleíró stílusban, a Runge-i művészetelmélet legfontosabb forrásának tartják. 1803-ban barátkozik össze Goethe-vel, de viszonyuk ellentmondásos marad. 
Runge költő és prózaíró is, a Grimm-fivérek gyűjteményeibe két mesét is ír. Színelméleti munkaként megalkotja az úgynevezett színgömböt. Kisszámú festmény-, rézmetszet-, papírkivágás- és tollrajz hagyatékában vannak portrék, úgynevezett napszak-képek, élete végén két nagy vallási témájú képet fest: Die Ruhe auf der Flucht (Pihenés Egyiptomba menekülés közben), 1805/1808 ; Petrus auf dem Meer (Péter vízenjárása) 1806/1807.  
Halála előtti évben, 1809-ben születik utolsó nagy műve, az Arions Meerfahrt (Arion tengeri útja), a Hamburgi Operaház számára. Egy magyar tanulmány szerint e három életvégi kép szimbolikája igen erős átfedést mutat a Csontváry-kóddal, annak 8 pontjából Rungénál 5-6 mutatható ki, és az Arion tengeri útja képen Runge a Franz Sternbalds Wanderungen egyik kulcsjelenetét rejtette el író-mestere iránti hálából.

## Művei
- Több önarckép (1799, 1802, 1806, 1810)
- A négy napszak
- Ámor diadala (1800)
- A fiú hazatérése (1800)
- Rézkarc illusztrációk LudWig Tieck ósváb minnesang kiadásához (1803)
- A forrás és a költő (1805)
- Idő-sorozat (négy rézkarc, 1803)
- A csalogány leckéje (első változat: 1803; második változat 1805)
- A Hülsenbeck gyermekek (1805-1806)
- Anya és gyermeke a forrásnál (1804)
- Pauline zöld ruhában (1805)
- Mi hárman (1805).
- A kis Perthes (1805)
- Pihenés Egyiptomba menekülés közben (1805-1808)
- Péter vizenjárása (1806-1807)
- A kis Reggel (1808)
- A nagy Reggel (1808)
- Arion tengeri útja (1809)
- Libapásztorlány
- Számos papírkivágás (sziluett-kép)

## Galéria

A gyermek Louise Perthes (1905)
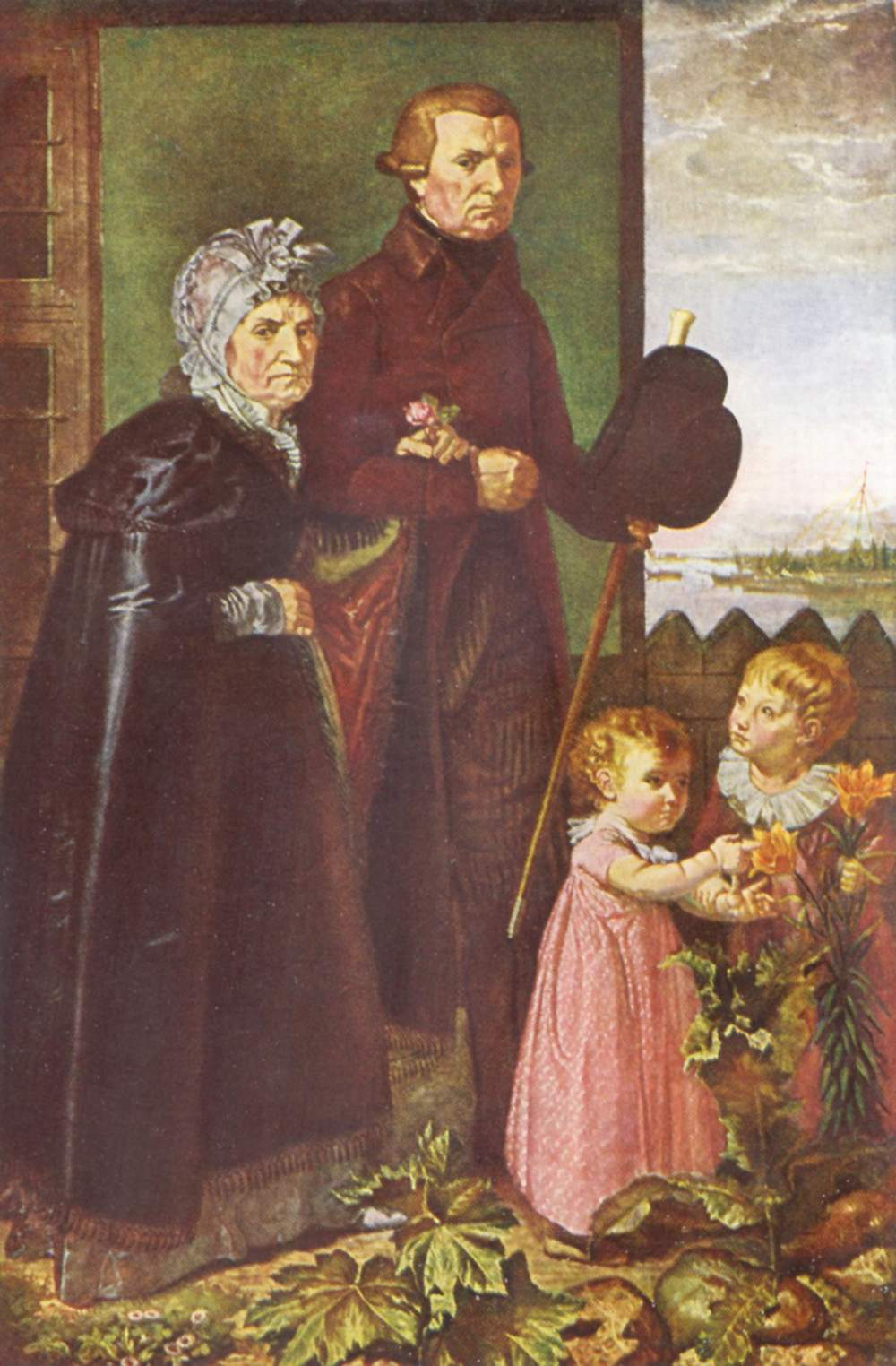
Runge szülei
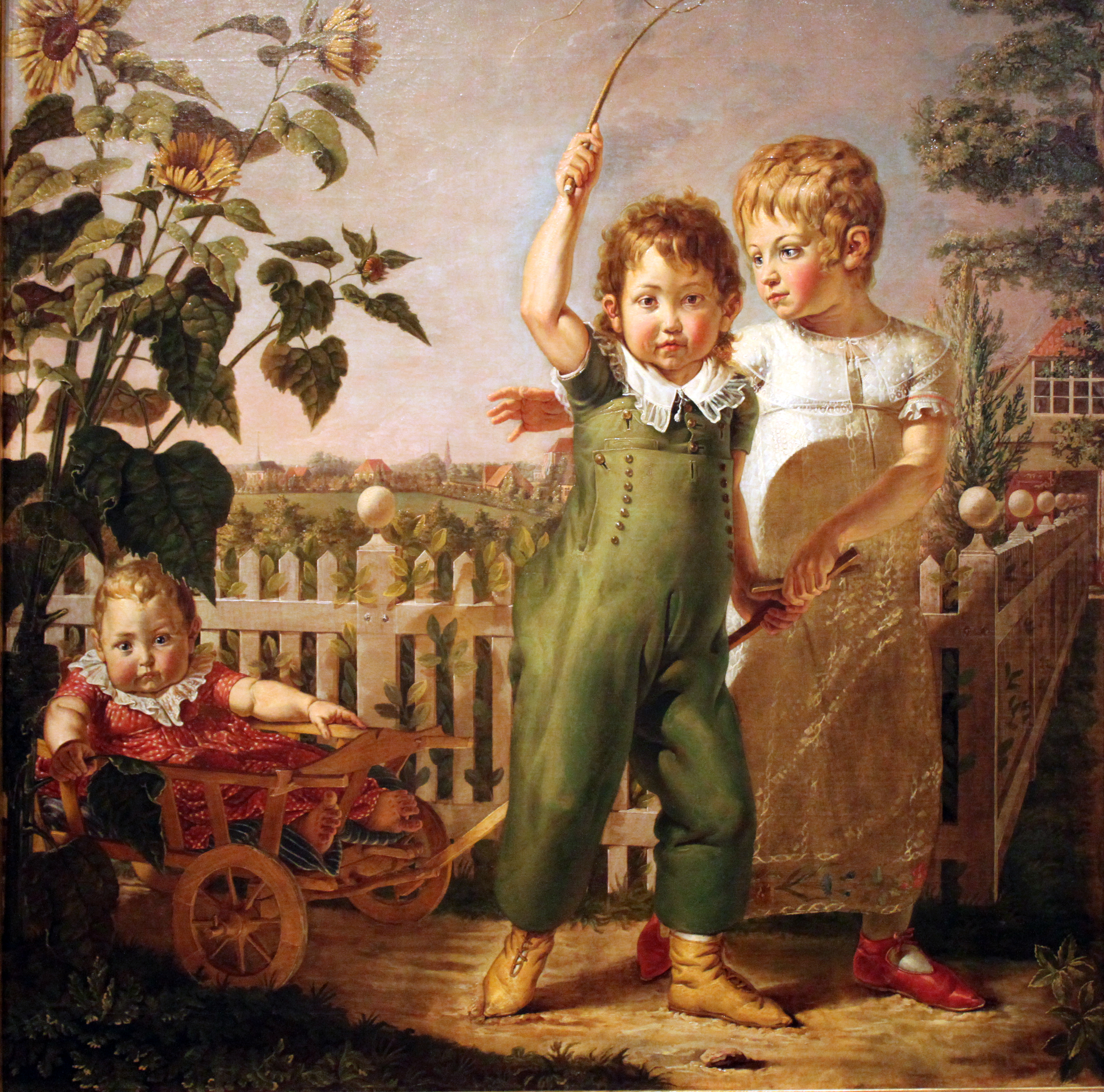
A Hülsenbeck gyermekek (1805) Hamburger Kunsthalle
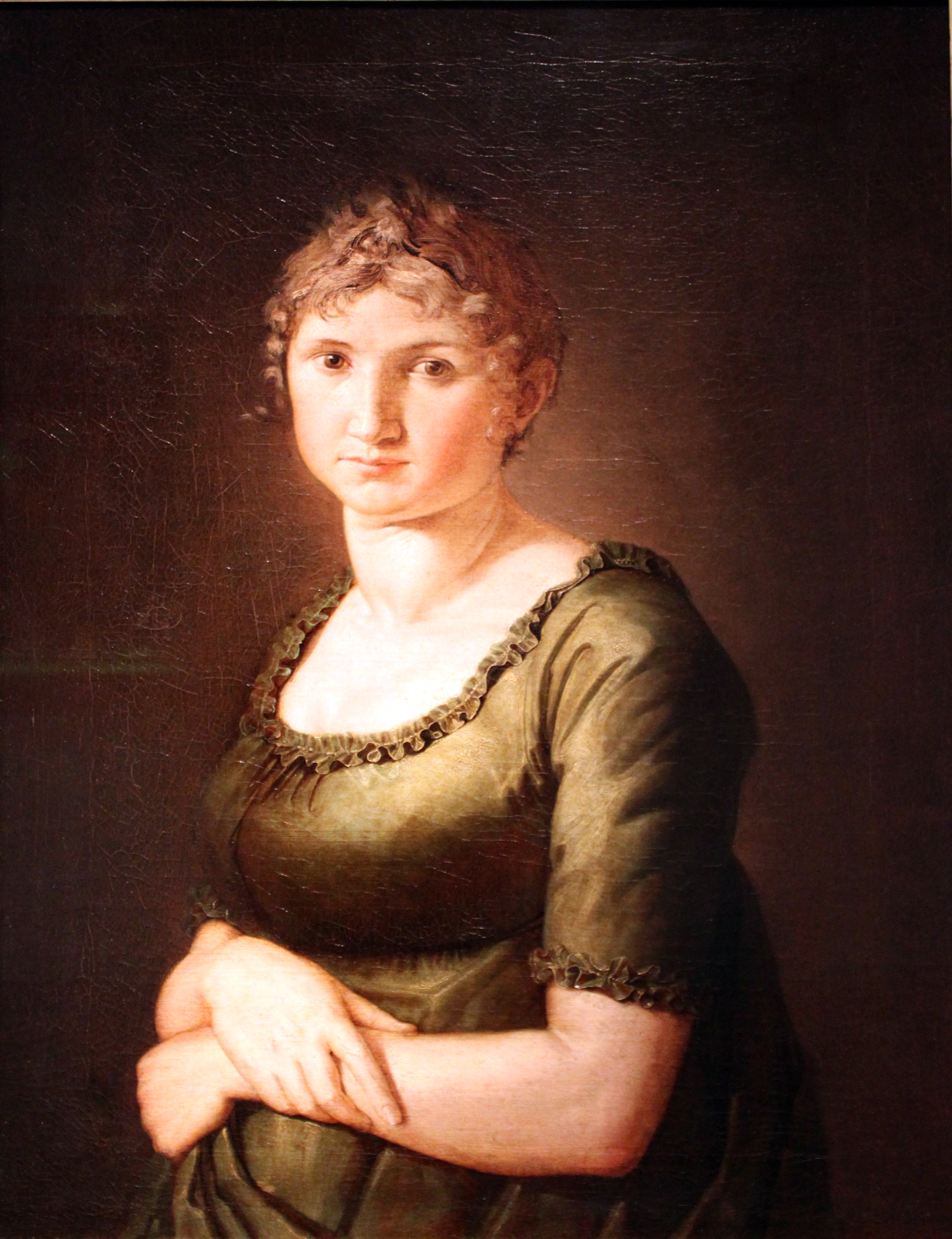
Pauline zöld ruhában (1805) Hamburger Kunsthalle
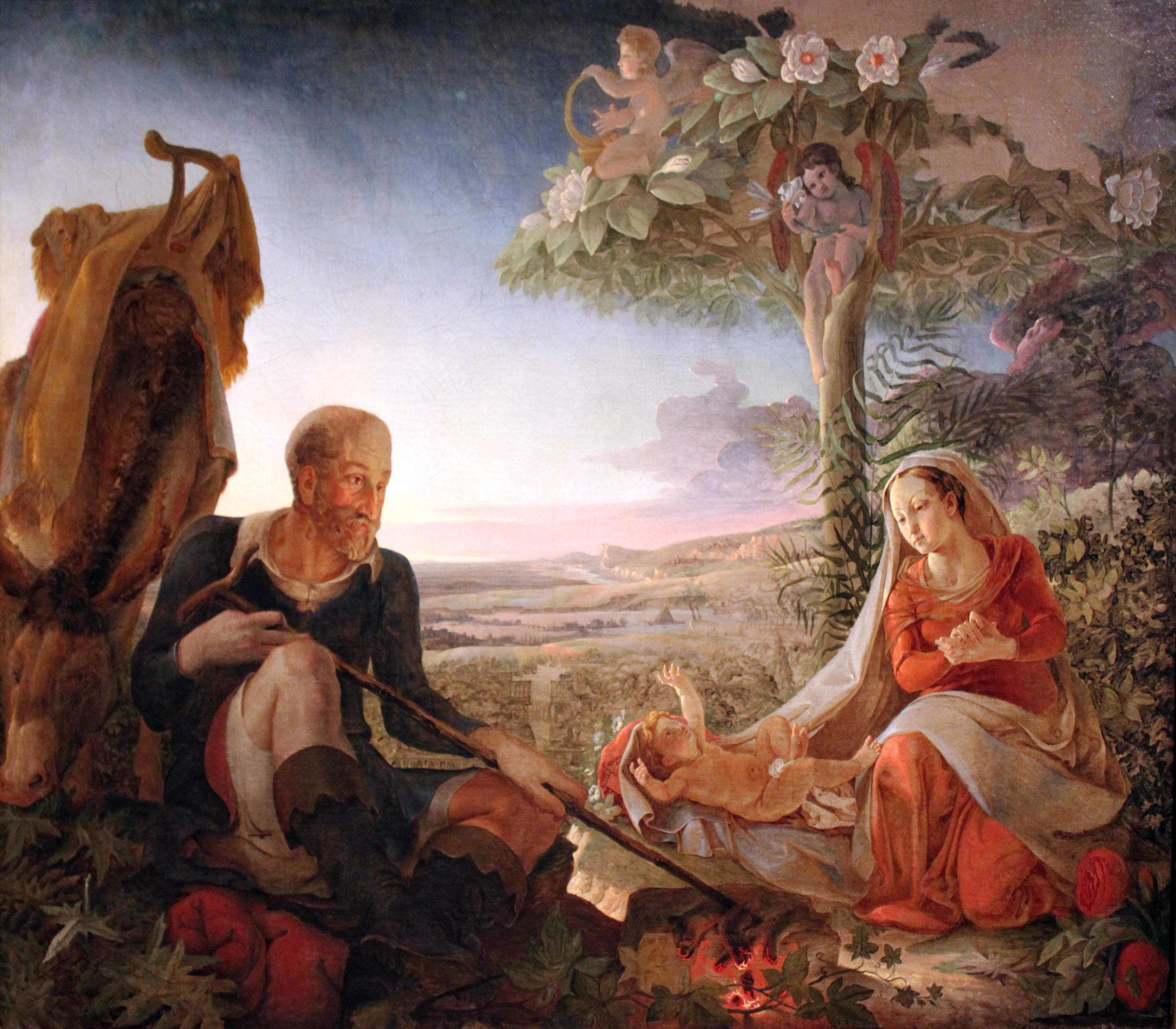
Pihenés Egyiptomba menekülés közben, 1805, Hamburger Kunsthalle
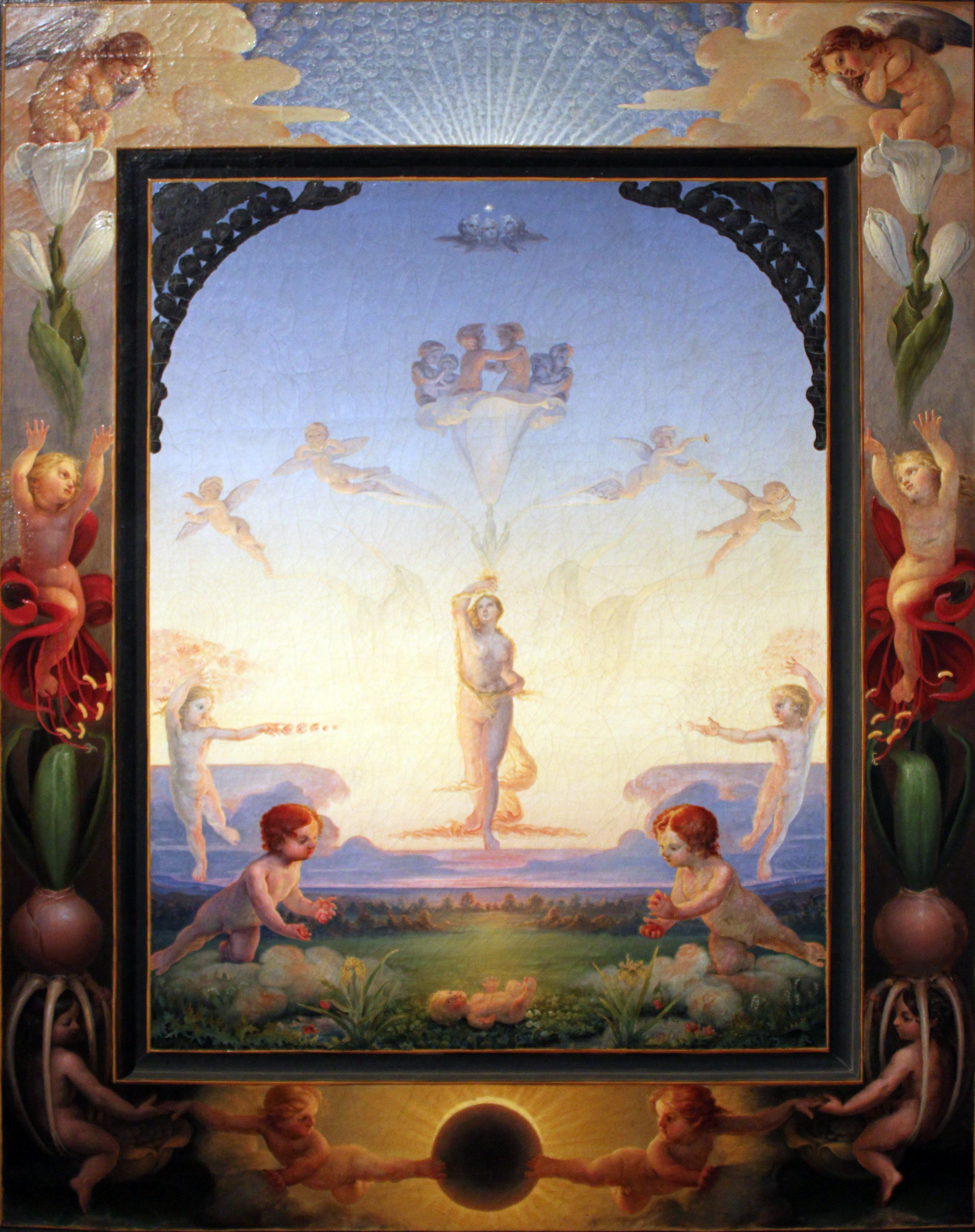
Reggel (1808), Hamburger Kunsthalle